# Hamenfischerei

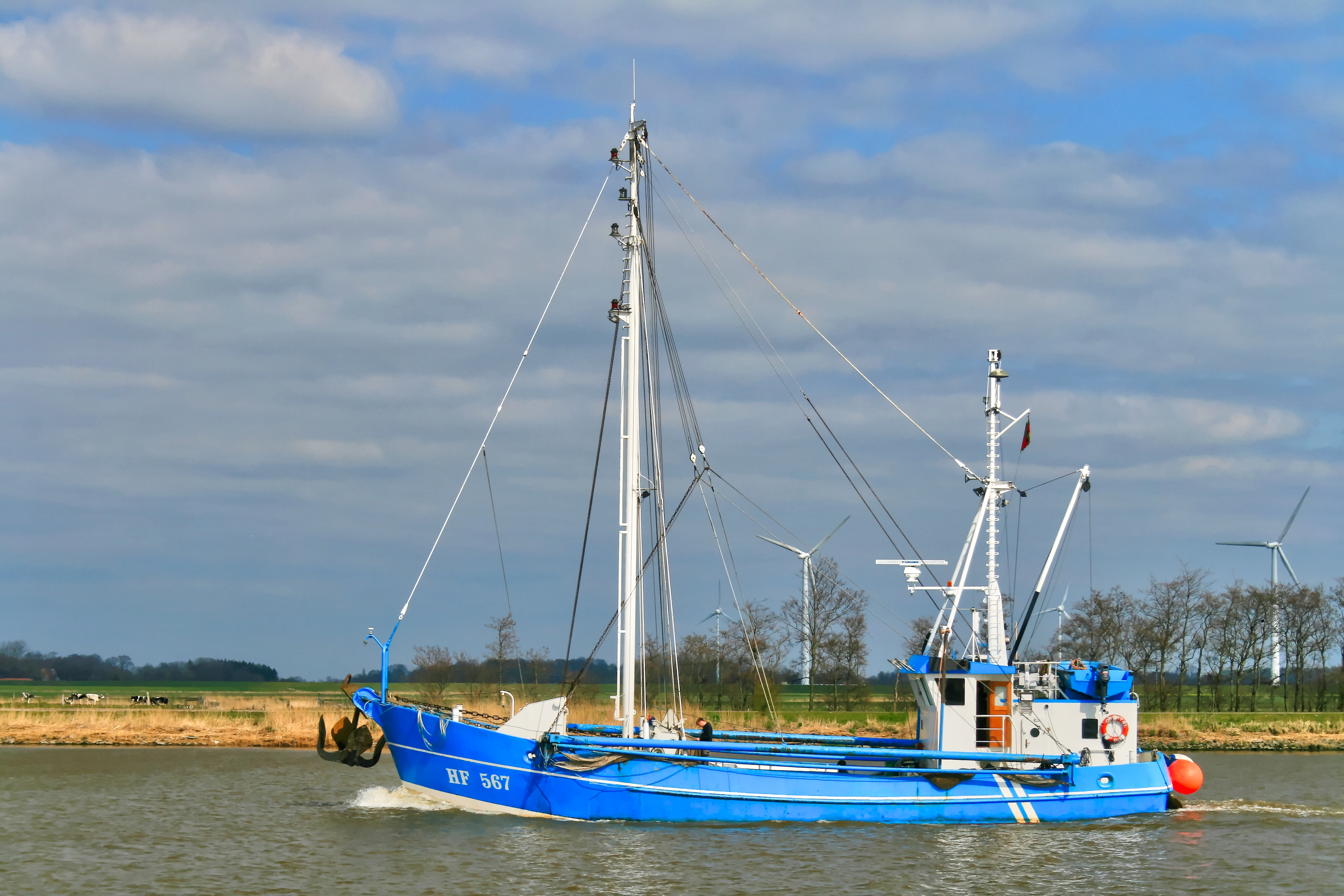
Hamenfischerkutter HF 567 auslaufend auf der Oste (April 2008)

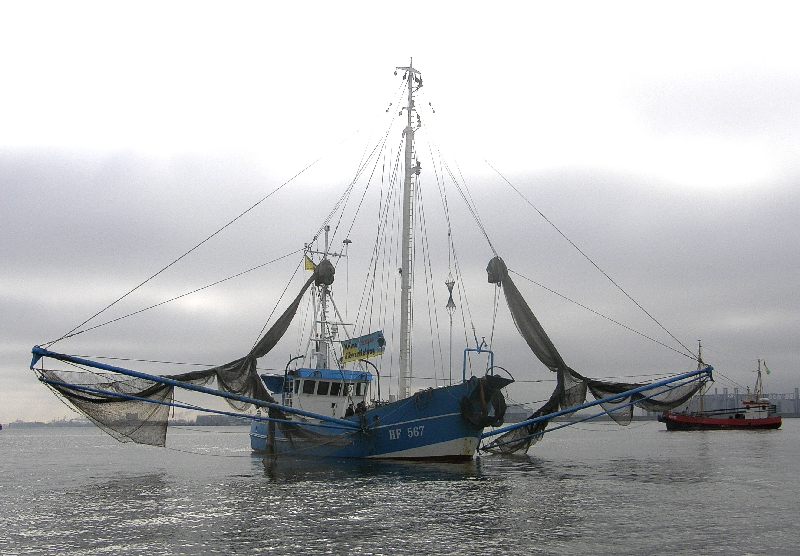
Beide Hamen und Netze sind bereit

Die Hamenfischerei verwendet sackförmige Netze, die passiv in der Gewässerströmung stehen, platziert meist vom Boot aus mit je einem großen Netz an beiden Seiten des Fangschiffs. Sie schleift die Netze nicht wie andere Techniken durch den Grund des Wattenmeeres oder eines Flusses. Weil sie Bewuchs und Tierwelt schont, gilt sie als eine der umweltschonendsten Fischfangtechniken. Die Fische werden an Bord „gehältert“, das heißt, lebend in einem Wasserbehälter gehalten.

## Technik
Der Hamenfischer lässt an langen Ketten zwei große vierschauflige Anker parallel auf den Gewässergrund. Wenn die Anker sicher liegen, wird das Schiff im Strom positioniert, anschließend werden auf beiden Seiten des Schiffes die Hamen ins Wasser gesenkt. Hamen – auch Sterthamen genannt – bestehen meist aus zwei rechteckigen Netzen mit je einer großen Tasche, die von zwei großen Holz- oder Eisenstangen horizontal (bei vier Stangen auch vertikal) sowie einem Seilsystem auseinandergehalten werden. Das Schiff liegt während des Fischens ruhig in der Strömung, kein Schlick wird aufgewirbelt, denn der Motor ist abgestellt. Die Fische schwimmen gegen den Strom und werden so mit dem Schwanz voran in die Netze getrieben und sammeln sich in den mehrere Meter langen Netztaschen, auch „Netzsteert“ genannt. „Steert“ bezeichnet im Plattdeutschen Schwanz. Noch bevor die Strömung nachlässt, werden die Hamen, die beiden Stangen, geschlossen, so dass die Fische nicht mehr entkommen können. Der Netzsteert wird nun eingeholt, vorsichtig geöffnet und die Fische werden lebend mit dem Kescher in die Bünn, einen Raum im Inneren des Schiffes, zur Aufbewahrung gesetzt. Der Beifang kann wieder freigelassen werden.
In früheren Zeiten wurde mit der gleichen Technik, den Setzhamen, in Flüssen vom Ufer aus gefischt.

## Wortherkunft
Die Bezeichnung „Hamen“ für ein beutelförmiges Fischnetz geht zurück auf die germanische Wortwurzel *hama-, *haman- für „Hülle, Haut“.